# Истребительно-противотанковая артиллерия РККА

Советские артиллеристы ведут бой.

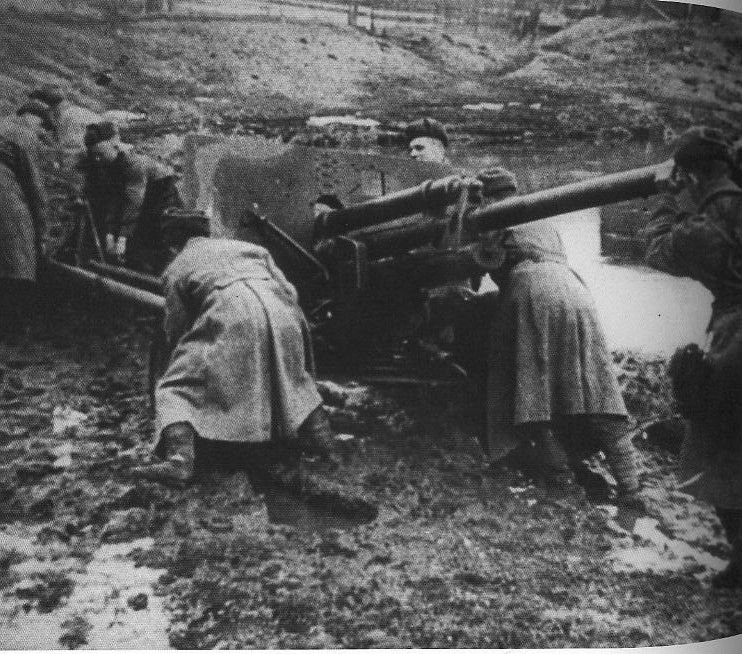
«Артиллерия — бог войны!». Фото времен Великой Отечественной войны.

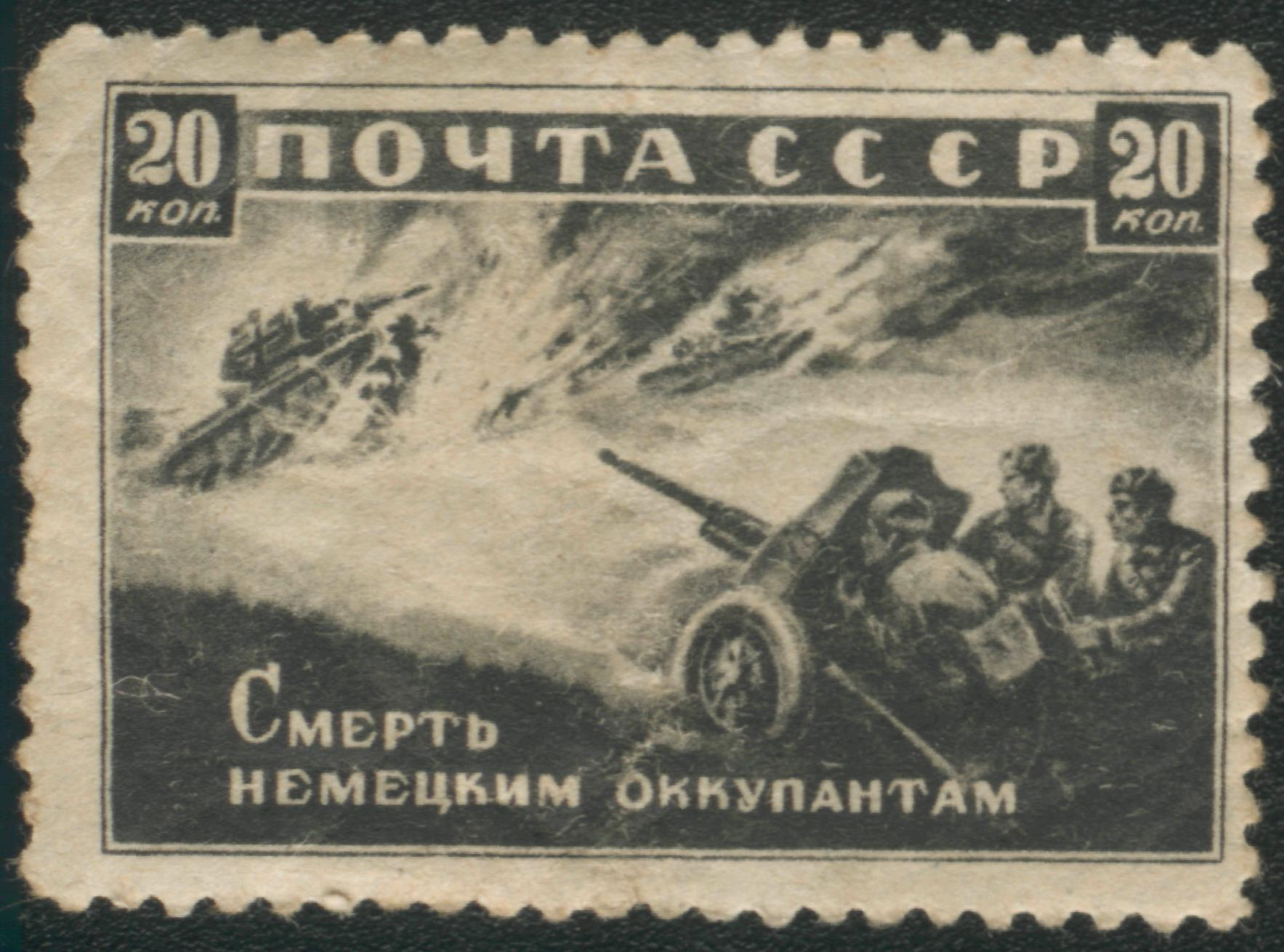
«Смерть немецким оккупантам», сорокапятка против немецких танков на советской марке 1942 год.

Истребительно-противотанковая артиллерия Рабоче-Крестьянской Красной Армии (ИПТА РККА, ПТА РККА) — обобщённое название типа (вида) артиллерийских формирований РККА ВС Союза ССР предназначенных для уничтожения в основном броневого и танкового вооружения и техники противника.

## Предпосылки возникновения
С самого начала появления танков в вооруженных конфликтах шёл непрерывный процесс привлечения и приспособления оружия общего и специального назначения различных родов войск для борьбы с танками. Против танков успешно использовались средства борьбы общего назначения: пушечная, гаубичная, реактивная и зенитная артиллерия; танки; штурмовая, бомбардировочная и истребительная авиация, огнеметно-зажигательные средства и дымы.
В первой мировой войне главным средством борьбы с танками оказалась артиллерия общего назначения. На её долю пришлось 98 % выведенных из строя танков. Специальных противотанковых средств тогда ещё не было. Стрельба велась с закрытых позиций. В качестве бронебойного снаряда выступала шрапнель, поставленная на удар. Однако ещё в 1917 году зародилась стрельба по танкам прямой наводкой. Русский артиллерист Кирей В.Ф. подробно исследовал и определил перспективы развития этого способа как основного в борьбе с танками: «Вероятно, борьба артиллерии с танками выльется в стрельбу прямой наводкой». Но борьба с танками прямой наводкой, хотя и была перспективной, не получила своего развития, так как не имела соответствующей материальной базы, то есть специальных противотанковых средств. С созданием специальной противотанковой артиллерии борьба с танками противника огнем прямой наводкой приобрела решающее значение и стала основным способом.
После первой мировой войны пришло время противотанковых орудий специальной разработки. Развитие противотанковых средств происходило за счёт повышения их боевых возможностей по выводу из строя танков противника во время атаки. Рост боевых возможностей противотанковых средств достигался различными путями: увеличением бронепробивной способности и дальности эффективного огня по танкам; повышение меткости огня, подвижности и защиты орудия и расчёта от огня противника. В период между первой и второй мировыми войнами происходило интенсивное увеличение бронепробивной способности артиллерии и толщины брони танков. В 30-х годах советская военная мысль выдвинула задачу создания такой противотанковой пушки, которая смогла бы пробивать броню танков находящихся на вооружении, а также и тех танков которые ещё испытывались и могли поступить на вооружение в ближайшие годы. Руководство РККА понимая важность развития средств противотанковой артиллерии утвердило Протоколом Заседания Революционного Военного совета союза ССР от 22 мая 1929 года «Систему артиллерийского и пехотного вооружения РККА». Согласно этому документу в состав батальонной артиллерии вводилась 37-мм пехотная противотанковая пушка «для борьбы с бронированными машинами противника». Поскольку подходящего орудия в собственном производстве не имелось, оно было закуплено у фирмы «Рейнметалл». Пушка была принята на вооружение под наименованием «37 мм противотанковая пушка обр. 1930 г.» Последующее развитие этого орудия привело к появлению 45 мм пушки 53-К, известной как «45 мм противотанковая пушка образца 1937 года». Производство пушки было налажено на заводе № 8 им. Калинина. «Сорокапятки» получили высокую оценку японцев, столкнувшихся с ними на Халхин-Голе — единственном конфликте с применением крупных масс танков до начала Великой Отечественной войны, в которых участвовала Красная Армия. Эта пушка была простым в производстве и недорогим орудием, что повлияло на быстрое насыщение частей и соединений РККА 45 мм орудиями. К 1941 году советские войска были полностью укомплектованы 45-мм пушками по требованиям мобилизационного плана (МП 41) и сняты с производства. Возобновление их выпуска предполагалось в количестве, необходимом для восполнения потерь. Противотанковые орудия были на тот момент не единственным средством борьбы с танками. Бронебойные снаряды входили в комплект дивизионных 76 мм пушек, зенитных орудий и полковой артиллерии.

## Предвоенное развитие
Советское военное искусство утверждало, что оборона должна быть прежде всего противотанковой, состоящей из системы огня войсковой и противотанковой артиллерии в сочетании с системой естественных препятствий и инженерных противотанковых заграждений и быстро устанавливаемых противотанковых мин и других искусственных заграждений.
Согласно довоенным уставам, противотанковая оборона строилась на противотанковых рубежах; в глубине обороны для борьбы с танками предусматривалось создание противотанковых районов и отсечных позиций. В частях и соединениях, обороняющихся на танкоопасных направлениях, должны быть созданы подвижные противотанковые резервы. Система противотанковой обороны, разработанная в Советской Армии, предусматривала поражение танков противника огнем артиллерии как перед передним краем, так и в глубине обороны. Боевой устав артиллерии 1937 г. подчеркивал, что стрельба противотанковых орудий прямой наводкой является наиболее действенным способом борьбы с танками и огонь этих орудий составляет основу системы противотанковой обороны. Устав устанавливал, что для поражения атакующих танков необходимо на глубину 2-3 км иметь плотность 6-9 орудий на 1 км фронта.
Боевая подготовка артиллерии Советской Армии также строилась с учётом отражения массированных атак танков. Программой боевой подготовки батальонной и полковой артиллерии выделялось 66 % общего количества часов огневой службы орудийных расчетов на изучение приемов и методов стрельбы по танкам.
В 1934—1935 гг. были введены специальные «снайперские» упражнения, заключавшиеся в поражении отдельным орудием группы танков (3-5 машин), атакующих с различных направлений.
В начале 1941 г. полковник Балабанов В. М. в своем труде «Противотанковая оборона в основных видах боя» (Воениздат), 1941 г.) теоретически разработал вопрос о путях развития средств и способов борьбы с танками. Этот глубоко научный труд помог офицерам Советской Армии в самом начале войны правильно ориентироваться и совершенствовать свой боевой опыт борьбы с немецко-фашистскими танками. Артиллерия РККА перед второй мировой войной организационно делилась на войсковую, входящую в состав подразделений (начиная от батальона), частей и соединений и артиллерию Резерва Главного Командования (РГК). Создание противотанковых частей РГК не предусматривалось. До осени 1940 года противотанковые орудия входили в состав стрелковых, горнострелковых, мотострелковых, моторизованных и кавалерийских батальонов, полков и дивизий. Противотанковые батареи, взводы и дивизионы были вкраплены в организационную структуру соединений, являясь их неотъемлемой частью. Стрелковый батальон стрелкового полка довоенного штата № 04/401 имел взвод 45 мм орудий (две пушки). Стрелковый полк штата № 04/401 и мотострелковый полк штата № 05/86 имели батарею 45 мм пушек (шесть орудий). В состав стрелковой дивизии штата № 04/400 и моторизованой дивизии штата 05/70 входил отдельный противотанковый дивизион из восемнадцати 45-мм пушек. Впервые противотанковый дивизион был введен в штат советской стрелковой дивизии в 1938 году. В тот период манёвр противотанковыми пушками был возможен только внутри дивизии, а не в масштабах корпуса и армии. Командование имело очень ограниченные возможности по усилению противотанковой обороны на танкоопасных направлениях. Первая попытка дать в руки командования средство качественного усиления противотанковой обороны последовала в 1940 году. Изучая опыт боевого применения танковых войск Германии в 1939—1940 годах советские военные теоретики пришли к выводу о необходимости качественного и количественного усиления противотанковой обороны. Опытной организационной формой стал пушечный артполк РГК, вооруженный 76-мм дивизионными пушками Ф-22 и 85-мм зенитными пушками. 14 октября 1940 года Нарком обороны СССР обратился в Совет Народных Комиссаров с предложением по новым организационным мероприятиям, предложив сформировать 20 пулемётно-артиллерийских моторизованных бригад предназначенных для борьбы и противодействия танковым и механизированным войскам противника. Однако первый опыт создания противотанкового соединения был признан неудачным. В феврале-марте 1941 года эти бригады были расформированы. Последним перед войной мероприятием по формированию противотанковых соединений стало последовавшее 23 апреля 1941 года Постановление ЦК ВКП(б) и СНК СССР № 1112-459сс «О новых формированиях в составе Красной Армии». По этому постановлению к 1 июня 1941 года предполагалось сформировать десять противотанковых артиллерийских бригад. Они рассматривались как подвижный оперативный резерв армии и предназначались для усиления противотанковой обороны на наиболее опасных направлениях и локализации прорыва крупных танковых группировок противника. Эти мощные противотанковые соединения создавали на 5-6 км фронта плотность 20-25 противотанковых орудий на 1 км фронта, что было вполне достаточно для ведения успешной борьбы с танками противника. Формирование бригад началось в середине мая 1941 года непосредственно в приграничных военных округах, причем распределение их между округами было неравномерным, наибольшее их количество дислоцировалось на юго-западном направлении, где советским командованием ожидалось направление главного удара. На формирование бригад были обращены 4-й (КОВО) и 5-й (ЗапОВО) пушечные артиллерийские полки, 48-й запасной артиллерийский полк ОдВО, 191 стрелковый полк Гродековского УР Дальневосточного фронта. За такой небольшой отрезок практически невозможно было сформировать, обучить и произвести боевое сколачивание бригад. К началу войны формирование бригад не было завершено, кроме того из-за нехватки противотанковых пушек на вооружение этих соединений стали поставлять 76 и 85 мм зенитные пушки.
|                           | Ленинградский ВО | Прибалтийский ОВО | Западный ОВО | Киевский ОВО | Остальные округа | Итого |
| ------------------------- | ---------------- | ----------------- | ------------ | ------------ | ---------------- | ----- |
| Количество бригад (птабр) | -                | 2                 | 3            | 5            | -                | 10    |

## Применение противотанковой артиллерии в ходе Великой Отечественной войны

### Развитие в первом периоде войны
Массированное применение танков противником потребовало от советского командования принятия срочных мер по организации борьбы с ними и пересмотра взглядов на организацию противотанковой обороны. Чаще всего стрелковым дивизиям приходилось вести бой, занимая превышающий уставные нормативы фронт обороны. Также советским войскам пришлось столкнуться с немецкой тактикой «танкового клина». Она заключалась в том, что танковый полк танковой дивизии вермахта наносил удар на очень узком участке обороны. При этом плотность атакующих танков составляла 50-60 машин на километр фронта. Отсутствие опыта применения противотанковой артиллерии и её недостаточное количество сказались на тактике действия противотанковых подразделений в начале Великой Отечественной войны. Широкое распространение получила практика расположения противотанковой артиллерии относительно равномерно, что при большей ширине полос обороны стрелковых дивизий приводило к линейному расположению орудий, противотанковый резерв не выделялся. Массированное применение танков на направлениях главного удара требовало повышения плотности противотанковых орудий до 15-20 единиц на 1 км фронта вместо 6-7, предусмотренной боевым уставом артиллерии 1937 года. Создание такой плотности могло быть достигнуто только качественным и количественным усилением стрелковых дивизий за счет оперативных резервов — десяти артиллерийских бригад, сформированных весной 1941 года, умелым и своевременным маневрированием противотанковыми средствами, увеличением количества противотанковых частей и соединений РГК. Организационные трудности, такие как использование бригад не целой боевой единицей, а подивизионно, усиливая стрелковые полки и громоздкость структуры бригады с наличием в составе каждого полка 68 орудий 4-х разных калибров а также общий неблагоприятный ход боевых действий не позволили первым противотанковым бригадам реализовать свой потенциал. В ходе маневренных, быстротечных боев выявилась необходимость усиливать противотанковыми средствами не только армии, но и стрелковые дивизии и даже полки. Однако уже в первых сражениях бригады продемонстрировали широкие возможности самостоятельного противотанкового соединения. Но промышленность СССР в начале войны не могла полностью удовлетворить возросшие потребности фронта в противотанковой артиллерии. С целью выхода из создавшегося положения в августе 1941 года из штатов стрелковой дивизии исключаются отдельный противотанковый артиллерийский дивизион и взводы противотанковых пушек в стрелковых батальонах. Общее количество противотанковых орудий в дивизионе уменьшилось с 54 до 18. Высвободившаяся материальная часть использовалась для формирования артиллерийских противотанковых частей РГК. С этой же целью стали применять 37,76 и 85 мм зенитные пушки. Так, во второй половине 1941 года укомплектование частей противотанковой артиллерии поступило 770 зенитных пушек (удельный вес их в составе противотанковой артиллерии увеличился с 47 до 72 процентов.  Таким образом, в 1941 году советские войска были вынуждены ценой снижения противотанковых возможностей стрелковых дивизий и ослабления прикрытия от ударов с воздуха увеличивать количество формирований противотанковых артиллерийских частей РГК, которые планировалось использовать как подвижный оперативный резерв армий, фронта. Опыт боев показал, что четырёхступенчатая структура противотанковых бригад (бригада — полк — дивизион — батарея) была слишком громоздкой, трудноуправляемой, не соответствовала требованиям тактики гибкого управления и быстроте манёвра. Возникла необходимость отказаться от бригадной формы организации противотанковой артиллерии в пользу большего количества небольших и маневренных противотанковых частей. Решением Ставки стали создавать легкоуправляемые и маневренные противотанковые артиллерийские полки четырёх и пятибатарейного состава (16-20 орудий) по штату 04/133. Количество батарей в полку определялось в основном наличием материальной части в момент формирования, а также стремлением опытным порядком определить наиболее оптимальную форму организации полка. С июля по декабрь 1941 года было сформировано и отправлено в действующую армию 72 таких полка: в июле — августе сформировано 35 полков, оснащенных двадцатью 85 мм зенитными орудиями; в августе — декабре сформировано 37 полков, оснащенных восемью 37 мм и восемью 85 мм зенитными орудиями. Из 4352 орудий и миномётов обращенных в 1941 году на формирование частей артиллерии РГК 2903 орудия (69 процентов) приходилось на противотанковую артиллерию. Однако после реорганизации ещё относительно долго практиковалось равномерное распределение полков по армиям, без выделения противотанкового резерва.

### Организационная реформа 1942 года
На 1 января 1942 года в действующей армии и резерве Ставки ВГК имелись: одна артиллерийская бригада (Ленинградский фронт), 57 противотанковых артиллерийских полков и два отдельных противотанковых артиллерийских дивизиона. По итогам осенних боев пять артиллерийских полков ПТО получили звание гвардейских. Массовый выпуск 76 мм противотанковых пушек позволил снять с вооружения 37 и 85 мм зенитные пушки, они постепенно изымались из противотанковых полков и возвращались в систему ПВО. Использование самостоятельных артиллерийских частей в качестве подвижного противотанкового резерва показало себя наилучшим способом применения противотанковой артиллерии. В связи с этим весной 1942 года когда противотанковые пушки стали поступать от промышленности уже в необходимом объёме и появились новые задачи — подготовка и проведение советскими войсками крупных наступательных операция, на первое место встала задача поиска наиболее рациональной организации противотанковых частей. Началом организационной реформы в марте-апреле 1942 года стали мероприятия по усилению противотанковой обороны общевойсковых соединений. В стрелковых дивизиях восстановлены подразделения противотанковой артиллерии. По новым штатам в состав дивизии включался отдельный противотанковый дивизион (45 мм пушек — 12, противотанковых ружей — 36), а каждый стрелковый полк получал роту противотанковых ружей (27 ПТР). Вслед за этим, с учётом новых огневых возможностей и исходя из опыта боевых действий Государственный Комитет Обороны 15 мая 1942 года определил отдельный противотанковый артиллерийский полк как основную организационную единицу противотанковой артиллерии. Так сложилось специальное назначение противотанковой артиллерии как силы, способной быстро развернуться на назначенном огневом рубеже в готовности к ведению огня прямой наводкой с коротких дистанций. В апреле 1942 года по постановлению № ГОКО-1607 от 16 апреля 1942 года началось формирование специальных подвижных противотанковых соединений общевойскового типа — истребительные бригады и дивизии. Бригада имела в своем составе противотанковый артиллерийский полк (4 батареи 76 мм пушек, 3 батареи 45 мм пушек, 1 батарея 37 мм зенитных пушек, 2 противотанковых батальона (по три роты противотанковых ружей в каждом), миномётный дивизион, инженерно-минный и танковый батальоны и роту автоматчиков. Дивизия состояла из трех бригад, органов управления и тыловых частей. Эти соединения являлись подвижным резервом фронта и предназначались для борьбы с крупными танковыми соединениями, прорвавшими оборону. Истребительные дивизии предполагалось использовать: 1-ю на Юго-Западном, 2-ю на Брянском, 3-ю на Западном и 4-ю на Калининском фронте.
Несмотря на формирование истребительных бригад и дивизий зачастую основной формой противотанковой артиллерии оставались противотанковые артиллерийские полки. В 1942 году армия получила свыше 180 новых полков.
Следом за организационной реформой была решена задача кадрового обеспечения противотанковых артиллерийских частей и подразделений. 3 марта 1942 года И. В. Сталин подписал приказ № 0167 предписывающий в связи с большой потребностью артиллерийских кадров для вновь формируемых частей пересмотреть в недельный срок личный состав всех родов войск и «изъять весь младший и рядовой состав, ранее служивший в артиллерийских частях» После переподготовки в запасных артиллерийских бригадах личный состав составил костяк новых формирований.

В конце мая 1942 года с целью повышения боевой готовности войск был реализован ряд мер политического характера. Пример гвардейских частей подтверждал что переименования являются мощным стимулом повышения боевого мастерства. Однако действовавшая практика причисления частей к гвардии была изменена. Для противотанковой артиллерии требовалось свое название, и его пришлось позаимствовать у истребительных бригад (не относящихся к артиллерии, но также предназначенных для борьбы с танками), таким образом выделив противотанкистов из общей массы войск.
1 июля 1942 года народный комиссар обороны И. В. Сталин подписал приказ № 0528 "О переименовании противотанковых артиллерийских частей и подразделений в истребительно противотанковые артиллерийские части и установление преимуществ начальствующему и рядовому составу этих частей. Приказом было установлены выплаты солдатам двойного оклада содержания, офицерам полуторного оклада; весь начальствующий состав вплоть до командира дивизиона брался на особый учёт; командирам орудий и наводчикам присваивались звания «старший сержант» и «сержант» соответственно. Также приказом устанавливался специальный нарукавный знак противотанкистов в виде перекрещенных пушек в чёрном ромбе. Кроме того, за каждый подбитый танк полагалась премия в сумме: командиру орудия и наводчику по 500 рублей, остальному составу орудийного расчета — по 200 рублей.

### Развитие истребительно-противотанковой артиллерии с 1943 года до конца войны
К 1 января 1943 года в составе истребительно-противотанковой артиллерии Красной Армии насчитывалось 2 истребительные дивизии, 15 истребительных бригад, 2 тяжелых истребительно противотанковых полка, 168 истребительно-противотанковых полков, 1 истребительно-противотанковый дивизион. Впервые новые бригады применили в боях под Курском. Боевой опыт показал, что такие бригады обладают высокой оперативно-тактической подвижностью. Они способны своими средствами создавать надежную противотанковую оборону на фронте до 6 километров при глубине боевого порядка в 3-4 километра.
Объединение отдельных иптап РВГК в бригады осуществлялось с 1943 года до конца войны. Так, на 1 июля 1943 года количество полков, объединённых в бригады составляло 36 %. На 1 января 1944 года — 52 %, и к 01 января 1945 года составляло 66 %. Во втором периоде войны происходило дальнейшее усиление противотанковой обороной полков, дивизий и армий также за счёт включения в их состав штатных истребительно-противотанковых артиллерийских частей и подразделений. С апреля 1943 года в штат общевойсковой армии наряду с другими артиллерийскими частями был введен иптап шестибатарейного состава, в штат танковой армии — два иптап пятибатарейного состава, в штат фронта — бригада. На вооружении каждого полка находились 76 мм пушки. С ростом производства противотанковых орудий полки перешли на шестибатарейный состав. К концу Великой Отечественной войны 74 процента всех полков стали шестибатарейными.
В третьем периоде войны продолжалось совершенствование организационных форм главным образом по линии создания бригад. На 1 января 1944 года в истребительно-противотанковой артиллерии числилось 50 истребительно-противотанковых бригад и 141 истребительно-противотанковый полков. Приказом НКО № 0032 от 2 августа 1944 года в состав пятнадцати истребительно-противотанковых бригад вводилось по одному полку СУ-85 (21 САУ). Реально самоходные орудия получили только восемь бригад. С августа 1944 года в состав танковой армии вместо двух иптап были введены легкая артиллерийская бригада трехполкового состава (2 полка 76 мм пушек и 1 полк 100 мм пушек) а в танковом корпусе легкий артиллерийский полк (24 76 мм пушки) сменил иптап. На 1 января 1945 года в составе истребительно-противотанковой артиллерии числилось 56 истребительно-противотанковых бригад и 97 истребительно-противотанковых полков.
Во второй половине войны истребительно-противотанковые части из состава противотанкового резерва фронтов получали самостоятельные задачи по разгрому контрударных танковых группировок врага и успешно с ними справлялись

## Противотанковая артиллерия в некоторых операциях Великой Отечественной войны

### Борьба артиллерии с танками в оборонительном сражении под Москвой
Летом и осенью 1941 года основное внимание уделялось московскому стратегическому направлению. На Западном, Резервном и Брянском фронтах к концу Смоленского сражения было сосредоточено 50 % всех артиллерийских частей РВГК. Из имевшихся 48 противотанковых полков РВГК 22 было передано этим фронтам. В октябре, в период осенней распутицы основные усилия артиллерии были сосредоточены в полосах армий прикрывавших дорожные магистрали, по которым рвались к Москве немецкие танковые колонны. Плотность противотанковой артиллерии на этих направлениях была доведена до 6-8 орудий на 1 км фронта, на малоярославецком направлении плотность была доведена до 9—10 орудий. На направлениях главных ударов немецкие части прорвали оборону и глубоко вклинились в расположение советских войск. Срочно стала создаваться оборона на рубеже Волоколамск — Калуга. В середине октября 525, 483, 296, 289, 768 артиллерийские противотанковые полки самоотверженно отбивали многочисленные атаки немецких танков на волоколамском направлении. На можайском направлении совместно с частями 32-й стрелковой дивизии и 19-й танковой бригады сражался 316-й артиллерийский полк ПТО. Только в боях за Можайск им был уничтожен 21 танк. Массированное применение артиллерии способствовало успеху советской обороны, немецким войскам пришлось изменить тактику действий: от танковых атак вдоль магистралей они перешли к действиям на широком фронте небольшими группами танков (3—5) и только после прорыва тактической обороны стали массировано применять танковые части и соединения. Ответом на это стало изменение тактики советской артиллерии. Большое значение приобрёл широкий манёвр в сочетании с решительными действиями отдельных артиллерийских противотанковых частей.
В оборонительном сражении под Москвой немцы потеряли около 1500 танков. При этом противотанковая артиллерия тоже понесла значительные потери — на 16 ноября численность орудий было на 28 % меньше чем на 30 сентября 1941 года.
За проявленное стойкость и мужество в боях под Москвой 289, 296, 509 и 760 противотанковые артиллерийские полки были преобразованы соответственно в 1, 2, 3 и 4-й гвардейские полки.

### Артиллерия в Курской битве
Наиболее полно развитие противотанковая артиллерия получила в период Курской битвы. Повышению противотанковой устойчивости обороны Центрального и Воронежского фронтов способствовало передача в их состав 12 истребительно-противотанковых артиллерийских бригад, которые включали в себя 83 артиллерийских полка и насчитывали более 2 тысяч орудий. Благодаря массированию противотанковой артиллерии удалось создать плотности 23 орудия на 1 км. Характерным было увеличение глубины противотанковой обороны до 30-35 км, создание во всех инстанциях от полка до фронта сильных противотанковых резервов и заблаговременное планирование их манёвра. Командующий артиллерией Центрального фронта генерал-майор Казаков В. И. наметил в полосах обороны 48, 13 и 70 армий сосредоточить 109 из 135 полков наземной артиллерии, которые имели в своем составе 70 % орудий и миномётов фронта (7512 из 10 725) и 85 % всей артиллерии РВГК (1625 из 1914). Основная масса артиллерийских средств была сосредоточена в полосе 13-й армии, где ожидался удар главных сил противника. Армия занимала лишь 11 % всей полосы обороны фронта, но получила 44 % имевшихся на фронте полков РВГК. Ей же был придан 4-й артиллерийский корпус прорыва. Штаб командующего артиллерией Воронежского фронта расположил в полосах обороны 6-й и 7-и с учётом второго эшелона 87 из 130 имевшихся на фронте полков. С учётом войсковой артиллерии на этом направлении было сосредоточено 67 % орудий и миномётов фронта. Всего в составе двух фронтов было сосредоточено 10 иптабр, 40 иптап и 3 истребительные бригады общевойскового типа. Большая часть истребительно-противотанковых полков и бригад использовались во фронтовых и армейских резервах.
Предусматривалось три основных метода борьбы с танками: стрельба прямой наводкой из орудий противотанковых опорных пунктов, стрельбы прямой наводкой из орудий подвижных противотанковых резервов и стрельба с закрытых огневых позиций по скоплениям танков методом сосредоточенного огня и по атакующим танкам — методом подвижного заградительного огня. Большое место в общей системе противотанковой обороны отводилось подвижным артиллерийско-противотанковым резервам. Их состав определялся наличием противотанковых средств и важностью направления. В стрелковом полку в подвижный и противотанковый резерв входили обычно два-три противотанковых орудия, до взвода противотанковых ружей, до взвода автоматчиков и отделение саперов с противотанковыми минами; в дивизии от батареи до дивизиона 45, 57 и 76 мм орудий и до двух саперных взводов; в стрелковом корпусе — до истребительно-противотанкового артиллерийского полка и саперной роты; в армиях и фронтах — до двух-трёх иптабр. Подвижные артиллерийско-противотанковые резервы находились в глубине обороны на основных танкоопасных направлениях, занимая противотанковые районы(ПТОР). Каждый ПТОР состоял из нескольких противотанковых опорных пунктов (ПТОП). Командовал таким пунктом обычно командир иптап. Противотанковый опорный пункт представлял собой хорошо замаскированные огневые позиции на 6-12 орудий с широким сектором обстрела. Имелось примерно равное числу орудий количество противотанковых ружей (ПТР). От огня мотопехоты истребителей танков прикрывали до взвода автоматчиков. Битва под Курском летом 1943 года стала своеобразным экзаменом для артиллерии Красной Армии и особенно истребительно-противотанковых частей. Немецкие танки, как и под Сталинградом, не смогли прорвать советскую танковую оборону. Высокая подвижность противотанковой артиллерии давала возможность командованию фронтом и армий противопоставлять манёвру танков манёвр противотанковой артиллерии. В результате, как бы часто противник не менял направления танковых ударов, он неизменно натыкался на массированный огонь иптапов и иптабр. В ходе оборонительного сражения истребительно-противотанковая артиллерия выполнила поставленную задачу: обескровила и остановила основные ударные силы противника
Из 238 воинов, которым за время Курской битвы было присвоено звание Героев Советского Союза, 78 — артиллеристы, 76 из них награждены за бои с танками противника.

### Подвиг артиллеристов под Шауляем
В августе 1944 в Прибалтике немецкое командование нанесло сильный контрудар танковыми дивизиями западнее города Шауляй. В районе Тильзита оно сосредоточило мощную группировку из шести танковых, одной моторизованной дивизии и двух танковых бригад. Удар приняли на себя артиллерийские части 2-й гвардейской армии. К началу контрудара армия располагала помимо штатной артиллерии двумя истребительно-противотанковыми бригадами РВГК (14 и 25-я), 53-й пушечной артиллерийской бригадой, 93-й тяжелой гаубичной артиллерийской бригадой, 2-м гвардейским миномётным полком. Из 934 орудий на прямую наводку было поставлено 699. Всего на километр фронта было поставлено около 7-ми орудий. Кроме того, задачу обороняющимся облегчала лесисто-болотистая местность. Особое внимание в обороне обращалось на создание противотанковых резервов, которые можно было перебрасывать на угрожаемый участок. Противотанковый резерв армии состоял из 14-й иптабр (без одного полка) и армейского иптапа.
В течение двух недель войска армии вели тяжелые бои с танками противника. Умелым воздействием противотанковых средств наступление немцев было ликвидировано. Всего с 14 по 22 августа было сожжено 193 танка и штурмовых орудия, из них тяжелых танков «Тигр» — 45; подбито 277 танков и штурмовых орудий. Потери советской армии составили 191 орудие.

### Сражение под Балатоном
В 1945 года потерять Венгрию для Германии означало лишиться значительной части промышленности. Также под угрозой оказались и последние нефтяные месторождения у озера Балатон. Именно туда, несмотря на необходимость защиты Берлина, была отправлена 6 танковая армия СС. При поддержке 6-й полевой и 2-й танковой армии она должна была разгромить южный фланг советских войск и затянуть войну ещё на несколько месяцев. Перед наступлением более 800 немецких танков и штурмовых орудий сосредоточились у озера Балатон. Планом операции предусматривалось проведение одновременно 3-х атак, которые должны были нанести сокрушительное поражение войскам 3-го Украинского фронта. Командующий фронтом делал ставку на артиллерию и стрелковые соединения, которые заняв несколько полос обороны могли ослабить, а затем остановить наступление. Основу противотанковой обороны составляли противотанковые районы. Всего было создано 66 противотанковых районов. В состав каждого противотанкового района входило от 12 до 24 противотанковых орудий. К 5 марта в составе фронта было сосредоточено 5 535 орудий и миномётов, из которых 2 976 составляли пушки и пушки-гаубицы, способные бороться с танками, 1178 из них — 76-мм дивизионные орудия ЗИС-3 и 36 шт. — 100-мм противотанковые пушки БС-3. Всего в составе противотанковых районов насчитывалось около 100 различных артиллерийских частей и подразделений. Это позволило иметь на основных направлениях высокую плотность противотанковой артиллерии до 25—30 орудий на километр фронта. Наибольшее внимание было уделено оборонительным рубежам 26-й и 4-й гвардейской армий, так как они обороняли танкоопасное направление Гант — озеро Балатон. Сюда была передана основная часть противотанковой артиллерии РВГК. Каждой армии было предоставлено по 11 артполков, что составило 73 % от всей артиллерии РВГК, переданной для усиления фронта. Всего, с учётом артиллерии 27-й армии, стоявшей во втором эшелоне, на этом направлении было сосредоточено 25 ИПТАП, 11 ГАП, 8 отдельных пушечных полков, 13 миномётных полков и 4 пушечные бригады РВГК. Однако необходимо было значительную часть артиллерии сохранить в готовности к манёвру на угрожаемом направлении. Для этого 15 % всей артиллерии располагалось  во второй полосе обороны и около 25 % в оперативной глубине.
Немецкое наступление началось 6 марта 1945 года одновременно в трёх местах. Главный удар наносился в межозерном дефиле озеро Балатон — озеро Веленце по направлению на Адонь. Здесь было сосредоточен весь «цвет» панцерваффе: 1-я танковая дивизия СС «Лейбштандарт СС Адольф Гитлер» (ЛАГ), 2-я танковая дивизия СС «Рейх», 9-я танковая дивизия СС «Хоэнштауфен», 12-я танковая дивизия СС «Гитлерюгенд», 1-я, 3-я, 6-я и 23-я танковые дивизии вермахта, а также три пехотные дивизии. Поддержку наступления осуществляли две кавалерийские бригады, 9 артиллерийских полков. 4-й танковый корпус СС в составе 3-й танковой дивизии СС «Мёртвая голова» (МГ) и 5-й танковой дивизии СС «Викинг» обеспечивал левый фланг ударной группировки, находясь в обороне.
Вторая ударная группировка, состоявшая из частей 2-й танковой армии (командующий ген. Де Ангелис), наносила удар вдоль железной дороги на Домбовар в полосе обороны советской 57-й армии, а третья ударная группировка в составе трёх пехотных дивизий наступала с южного берега реки Драва на Печ, где оборонялась 1-я болгарская армия.
Несмотря на такую концентрацию танков и САУ наступление развивалось очень медленно. На восточном берегу канала Шарвиз продвижение противника за первый день боев составило всего 2-3 км. Такая же картина наблюдалась и на участке, прилегающем к озеру Веленце. Однако, на западном берегу канала Шарвиз, на участке, который советское командование считало непроходимым для бронетанковой техники, к исходу дня немцы продвинулись на 7-8 км.
Особенно ожесточенные бои здесь происходили возле больших населенных пунктов и дорог, так как эти районы были перекрыты советскими войсками и имели особое значение для наступающих в условиях распутицы немецких танков. В районе Шопонья батальон 200-го гв. стрелкового полка был атакован двумя батальонами панцергренадеров с двух направлений и находился на грани окружения. Но поддерживающие пехоту 3-я, 4-я и 6-я батареи 1966-го ИПТАП открыли огонь с предельно малой дистанции шрапнельными снарядами, поставленными «на картечь», и остановили немецкую атаку. Поддерживающие один из панцергренадерских батальонов 6 танков завязли в грязи и были уничтожены огнем 3-й батареи. Ночью два немецких подразделения, каждое силой до роты, атаковали позиции 4-й батареи, перекрывавшей шоссе. Советская пехота по непонятной причине оставила свои позиции, бросив иптаповцев на произвол судьбы. Артиллеристы заняли круговую оборону и открыли огонь по наступавшим из всех видов оружия. Бой длился более часа, причем батарейцы отбили последнюю атаку гранатами, то есть противник подошёл к позициям артиллеристов уже на расстояние 30-40 м. В результате батарея потеряла одно орудие и 18 человек убитыми и раненными. Утром возле позиций батареи было обнаружено 102 трупа вражеских солдат.. Утром 7 марта немцы попытались отрезать противотанковый район Шопонья — Калоз, обойдя его с запада. Для этого они перебросили к городу Кюль около 40 танков и БТР, которые должны были поддержать атаку пехотного полка. Однако советское командование накануне перебросило в этот район 1965-й ИПТАП, который и сыграл ключевую роль при обороне района.
Утром 7 марта, после короткого боя, советская пехота, оборонявшая окраины Калоз, отошла, в который раз оставив артиллеристов без прикрытия. Основной удар немцы нанесли силами 20 танков по позициям 2-й батареи (57-мм ПТО ЗИС-2). Атака проводилась на высокой скорости (до 30 км/ч) при поддержке шестиствольных миномётов. Из-за недостаточной видимости (шёл дождь) батарея открыла огонь с расстояния всего 100—200 м, и у самых домов поселка подбила 6 танков, в том числе один «Тигр II». Огонь велся бронебойными и подкалиберными снарядами.
Группе из семи танков удалось прорваться в северную часть Калоз, но там они неожиданно напоролись на позиции 3-й батареи, которая подбила 3 из них. Попытавшиеся отойти в южном направлении оставшиеся танки были уничтожены 4-й батареей. Чтобы избежать потерь в бронетехнике, немцы последующие атаки позиций нашей противотанковой артиллерии проводили пехотой, поддержанной сильным артогнем. 1965-й и 1966-й ИПТАПы несколько часов вели бой с превосходящими силами противника без собственного пехотного прикрытия, сковав значительные силы наступавших немцев. Но если к вечеру 1965-й ИПТАП был усилен переброшенной пехотой и улучшил свое положение, то 1966-й ИПТАП, сражаясь почти в полном окружении, доживал свои последние часы. Подвергаясь жестокому обстрелу с трех направлений, непрерывным атакам пехоты и небольших групп танков с разных направлений одновременно, батареи полка поочередно оказывались в полном окружении и уничтожались, дорого отдавая свою жизнь. К концу дня полк полностью потерял всю матчасть, но остаткам личного состава удалось прорвать окружение и выйти к своим. Значительная часть потерь противотанковых частей была вызвана слабостью или полным отсутствием пехотного прикрытия. Драться одновременно с танками и пехотой было сложно. За один день оборонительных боев на данном участке 1964-й, 1965-й и 1966-й ИПТАП, входившие в состав 43-й ИПТАБр, сожгли 21 и подбили 23 танка и 5 БТР противника, потеряв от его действий 32 орудия (из них 17 ЗИС-2), 3 тягача и 4 грузовых автомобиля. После этого 1965-й и 1966-й ИПТАПы были выведены для доукомплектования, а уцелевший 1964-й ИПТАП был введен в бой под Шарсентаготом.
В боях под Балатоном советскими противотанкистами успешно применялись тактические приемы борьбы с танками. Перед батареями устанавливались минные поля, заставляющие танки в поисках обхода подставлять менее бронированные борта. Также популярностью пользовались «заигрывающие» и «засадные» орудия. Первые открывали огонь издалека, вынуждая немцев развернуть боевые порядки в попытках поразить советское орудие. «Засадные» пушки молчали до последнего, открывая огонь с дистанции 200—300 метров, практически в упор.
В результате упорных десятидневных боев противник смог прорвать лишь тактическую зону обороны и только западнее канала Шарвиз проникнуть на глубину 30 км. Немцы несколько раз в ходе операции переносил направления своих ударов на новые участки, но нигде им не удалось развить свои действия в глубину. Везде советские войска отвечали гибким и своевременным маневрированием. В ходе боев артиллерия использовалась массированно, а плотность противотанковой артиллерии достигалась перегруппировкой с неатакованных участков.

## Вооружение, боеприпасы и транспорт истребительно-противотанковой артиллерии

### 45-мм противотанковая пушка образца 1937 года (53-К)
В мае 1937 года на завод № 8 доставили из Германии 3,7-см противотанковую пушку РАК35/36 — в то время основное штатное противотанковое орудие вермахта. Пушка имела ряд интересных конструктивных решений и была одобрена руководством. Заводу № 8 было поручено разработать и изготовить опытный образец лафета для 45-мм противотанковой пушки по образцу лафета РАК35/36. От отечественной пушки были использованы: качающаяся часть, дополненная кнопочным спуском, станины со стальным кронштейном, колеса от ГАЗ-А с пулестойкими шинами. От германского орудия заимствовали верхний и нижний станки, боевую ось, систему подрессоривания, ступица колес, подъёмный и поворотный механизмы. Опытный образец такой 45-мм пушки был изготовлен в конце 1937 года и получил заводской индекс 53-К. Заводские, полигонные и войсковые испытания показали хорошие результаты, и 24 апреля 1938 года 53-К была принята на вооружение РККА под наименованием «45-мм противотанковая пушка образца 1937 года. 6 июня 1938 года пушка была передана в производство. В январе 1941 года выпуск орудий был прекращён и возобновлён только в июле, уже после начала войны.

### 45-мм противотанковая пушка образца 1942 года (М-42)
В январе — марте 1942 года в ОКБ-172 при заводе № 172 в г. Молотов разработали проект 45-мм противотанковой пушки М-42. В августе — сентябре 1942 года опытный образец орудия прошел полигонные и войсковые испытания и был принят на вооружение Красной Армии под наименованием „45-мм противотанковая пушка образца 1942 года“. С апреля 1943 года валовое производство М-42 начато на заводе № 172.

### 57-мм противотанковая пушка образца 1941 и 1943 года (ЗИС-2)
Производство пушек ЗИС-2, выпускавшихся с мая 1941 года, было свернуто в ноябре 1941 года в связи с их дороговизной и избыточной бронепробиваемостью для условий начального периода войны. Появление у немцев тяжелых танков заставило возобновить производство ЗИС-2. Орудие было вновь принято на вооружение постановлением ГКО от 15 июня 1943 года под наименованием: „57-мм противотанковая пушка образца 1943 года ЗИС-2“. В ходе войны для более успешной борьбы с танками 76 мм пушки постепенно заменялись на 57 мм пушки, имевшие большую дальность прямого выстрела и большую начальную скорость снаряда (1100 м/с против 900 м/с).

### 76-мм дивизионная пушка образца 1936 года (Ф-22)
Вторым по численности орудием противотанковой артиллерии стали 76-мм дивизионные пушки. К началу 1935 года КБ завода № 92 (г. Горький) под руководством В. Грабина разработало проект и рабочие чертежи 7б-мм дивизионной пушки Ф-22. Все испытания новых орудий завершились успешно и постановлением СНК СССР № OK 110/СС от 11 мая 1936 года Ф-22 была принята на вооружение под наименованием „76-мм дивизионная пушка образца 1936 года“. Серийное производство орудий наладили на заводе № 92 и Кировском заводе в Ленинграде. В 1936 году промышленность дала всего 10 пушек, в 1937-м — 417, в 1938-м — 1002 и в 1939-м −1503. после чего производство Ф-22 было прекращено. К 1 июня 1941 года в РККА имелось 2844 пушки Ф-22. Орудие получилось настолько удачным, что понравилось противнику, который активно использовал трофейные Ф-22, проведя их модернизацию и дав наименование Pak 36(r). Советские солдаты называли их „гадюками“. Несколько десятков пушек Pak 36(r) были захвачены советскими войсками под Сталинградом, после чего часть трофейных „гадюк“ поступила на вооружение наших истребительно-противотанковых дивизионов.

### 76-мм дивизионная пушка образца 1939 года (УСВ)
В 1938 году В. Грабин разработал новую дивизионную 76-мм пушку Ф-22УСВ (усовершенствованная). В ней ствол был укорочен на 10 калибров, в результате чего баллистика оказалась равной пушке образца 1902/30 года. Пушка победила в конкурсных испытаниях и с 1939 года запушена в серийное производство. В январе 1941 года за разработку новых типов орудий и высокие показатели в производстве завод № 92 имени Сталина был награждён орденом Ленина. Производство пушки было прекращено перед самой войной, но уже 12 июля 1941 года постановлением Государственного Комитета Обороны (ГОКО) № 108сс предписывалось с сентября возобновить выпуск пушки УСВ на заводе № 92. Кроме того, документация на пушку УСВ была передана на завод № 221 „Баррикады“ (г. Сталинград), где технология её производства была переработана с учётом специфики завода, который до этого занимался выпуском крупнокалиберных систем. Выпуск УСВ в Сталинграде начался в сентябре 1941 года под наименованием УСВ-БР (БР — обозначение орудий производства завода № 221 „Баррикады“), В начале 1942 года КБ завода № 92 модернизировало Ф-22УСВ, получившее обозначение ЗИС-22УСВ. Орудие получило новый прицел, были изменены конструкция ствола, затвора, полуавтоматики, поворотного механизма, системы подрессоривания.

### 76-мм дивизионная пушка образца 1942 года (ЗИС-3)
В мае 1941 года порядке КБ Грабина приступило к разработке новой дивизионной 76-мм пушки. Путем наложения ствола длиной в 40 калибров с баллистикой 76-мм дивизионной пушки Ф-22УСВ на лафет ЗИС-2 было получено одно из лучших орудий второй мировой войны — ЗИС-З. Заводские испытания опытного образца проведены осенью 1941 года, а полигонные — с 15 января по 5 февраля 1942 года. Комиссия, проводившая испытания, дала заключение о том, что новая пушка по своим тактико-техническим характеристикам не уступала 76-мм дивизионной пушке образца 1939 года (УСВ), а по некоторым характеристикам — массе, простоте устройства и изготовления — и превосходила её. На следующий день Постановлением ГОКО № 1274сс 76-мм дивизионная пушка ЗИС-З была принята на вооружение. Заводу № 92 предписывалось с марта 1942 года приступить к её валовому производству взамен пушки Ф-22УСВ. Постановлением ГОКО № 245бсс от 30 октября 1942 года к производству ЗИС-З подключился завод № 235 Наркомата вооружения в г. Воткинск. Если в начале 1942 года эти орудия составляли лишь 20 % всех орудий противотанковой артиллерии РВК. То к концу года их удельный вес составил 73 %. Массовый выпуск ЗИС-3 позволил снять с вооружения противотанковой артиллерии 37 мм и 85 мм зенитные пушки и усилить противотанковую оборону общевойсковых частей и соединений.  

### 100-мм полевая пушка образца 1944 года (БС-3)
15 апреля 1943 года И. Сталин подписал постановление ГОКО № 3187 „О мероприятиях по усилению противотанковой обороны“. Среди прочих пунктов в нём предписывалось:
Начальнику Центрального артиллерийского конструкторского бюро Наркомата вооружения (ЦАКБ НКВ) т. Губину представить в ГАУ к 25 апреля 1943 года соображения по разработке новой мощной корпусной пушки, обладающей вместе с тем качествами противотанкового орудия, на основе 107-мм пушки М-60 и 100-мм морской зенитной пушки Б-34. Одновременно представить соображения по разработке новой специальной противотанковой, танковой и самоходной пушек с бронепробивной способностью 150 мм под утлом 30 градусов на дистанции 750—1000 метров».
При разработке новой артиллерийской системы вариант с баллистикой М-60 отвергли в пользу калибров 100 и 122 мм. Изготовление опытных образцов возложили на ЦАКБ НКВ и завод N" 172 им. Молотова. 4 июня 1943 года ЦАКБ передало заводу N" 172 документацию на 100-мм пушку С-3- 14 сентября первую опытную пушку направили на полигон в Софрино. На испытаниях выявился целый ряд недостатков, устранение которых поручили ЦАКБ. С 15 апреля по 2 мая 1944 года по приказу командующего артиллерией Красной Армии Главного маршала артиллерии Воронова прошли войсковые испытания батареи из четырёх модернизированных пушек С-3. Испытания предусматривали стрельбу по трофейной бронетехнике — тяжелому танку «Тигр» и штурмовому орудию «Фердинанд». Результаты показали, что С- 3 способна поражать «Тигр» но всей площади лобовой проекции на дальностях до 2000 метров и на дистанции до 500 метров наносить ощутимые повреждения лобовой броне штурмового орудия «Фердинанд». В борта обе немецких машины поражались со всех дистанций. Комиссия, проводившая испытания, рекомендовала принять на вооружение пушку С-3 как тяжелое противотанковое орудие для комплектования отдельных дивизионов и полков в составе истребительно-противотанковых артиллерийских бригад, а также для использования в качестве корпусной артиллерийской системы. Постановлением ГОКО № 5822сс от 7 мая 1944 года новая пушка была принята на вооружение РККА под обозначением « 100-мм полевая пушка образца 1944 года».
С мая 1944 года завод № 232 в Ленинграде приступил к валовому производству 100-мм орудий под заводским индексом БС-3, в том же месяце новые орудия стали поступать на фронт. В ноябре к выпуску БС-3 подключили и другой ленинградский завод — № 7.

### 107-мм дивизионная пушка образца 1940 года (М-60)
5 октября 1938 года ГАУ выслало на завод № 172 тактико-технические требования на разработку новой 107-мм пушки. КБ завода разработало несколько проектов орудия, из которых выбрали один — М-60. В 1939 году завод изготовил четыре опытных образца пушки, которые прошли испытания. По их результатам М-60 рекомендовали к принятию на вооружение. Серийное производство новых пушек было поручено вновь построенному артиллерийскому заводу № 352 в Новочеркасске. В 1940 году здесь изготовили 24 орудия, в следующем ещё 103. В конце 1941 года завод был эвакуирован и больше 107-мм орудиями не занимался. Пушки М-60 находились на вооружении нескольких тяжелых истребительно-противотанковых артиллерийских полков.

### Трофейная 37-мм противотанковая пушка 3,7 cm Pak. 35/36
С учётом того, что 37-мм пушки Рак. 35/36 были очень широко распространены в вооруженных силах нацистской Германии, они часто становились трофеями Красной Армии. Первые случаи использования трофейных 37-мм орудий были отмечены в июле 1941 года. Но регулярно пушки Рак. 35/36 против бронетехники противника стали использовать осенью 1941 года. Советские войска в конце 1941 — начале 1942 года в ходе контрударов под Тихвином и Москвой захватили несколько десятков исправных орудий Рак. 35/36. Это позволило вооружить трофейными орудиями ряд вновь сформированных истребительно-противотанковых дивизионов. Кроме того, лёгкие 37-мм пушки немецкого производства очень часто использовались как внештатное противотанковое средство стрелковых подразделений. Так как 3,7 cm Рак. 35/36 и 45-мм пушка обр. 1937 года конструктивно были очень близки, с освоением и использованием 37-мм трофейных ПТО особых проблем не возникало. Боевые характеристики Рак. 35/36 в начальный период войны позволяли успешно бороться с ранними модификациями немецких средних танков Pz.Kpfw.III и Pz.Kpfw.IV, а также с лёгкими Pz.Kpfw.II, PzKpfw.35(t) и PzKpfw.38(t).
Однако по мере роста защищённости германской бронетехники и насыщения противотанковых подразделений РККА эффективными отечественными 45, 57 и 76-мм орудиями использование 37-мм трофейных противотанковых пушек прекратилось.

### Трофейная 50-мм противотанковая пушка 5 cm Pak. 38
Впервые значимое количество орудий 5 cm Pak. 38 с запасом снарядов наши войска захватили под Москвой. Ещё больше 50-мм противотанковых пушек оказалось в числе трофеев РККА после разгрома немцев под Сталинградом. В 1943 году трофейные 50-мм пушки 5 cm Pak. 38 прочно обосновались в советской противотанковой артиллерии. Они поступали на вооружение отдельных противотанковых дивизионов. И использовались совместно с отечественными 45, 57 и 76,2-мм орудиями.

### Трофейная 75-мм противотанковая пушка 7,5 cm Pak. 40
Большая часть 7,5 cm Pak. 40, воевавших на Восточном фронте, потеряна на поле боя, до 500 орудий захвачено РККА. Советские артиллеристы по достоинству оценили возможности 7,5 cm Pak. 40. Немецкое 75-мм орудие могло уверенно бороться со средними и тяжелыми танками на дальности до 1 км. Советская 76,2-мм пушка ЗиС-3 имела возможность поразить бронебойным снарядом 80-мм бортовую броню «Тигра» на дистанции менее 300 м. Трофейные орудия 7,5 cm Pak. 40 в РККА рассматривались как противотанковый резерв и активно применялись для борьбы с вражеской бронетехникой. Как и в случае с 5 cm Pak. 38, 75-мм противотанковые орудия направлялись для комплектования отдельных истребительно-противотанковых дивизионов или использовались как средство усиления частей, вооруженных артиллерийскими орудиями отечественного производства.

### Боеприпасы ИПТА

#### Бронебойный снаряд
Самый массовый тип боеприпаса применявшийся против танков. Бронебойные снаряды по своему устройству были сплошными болванками (без заряда взрывчатого вещества в корпусе) или снарядами с каморой (внутри которой помещался разрывной заряд). Болванки были проще в производстве и поражали экипаж и механизмы вражеского танка только в месте пробивания брони. Каморные снаряды были сложнее в производстве, но при пробивании брони в каморе взрывалось взрывчатое вещество нанося больший урон экипажу и механизмам танка, увеличивая вероятность детонации боекомплекта или поджога горюче-смазочных материалов.
Также снаряды были остроголовыми и тупоголовыми. Оснащались баллистическими наконечниками для придания правильного угла при встрече с наклонной броней и уменьшению рикошета.

#### Кумулятивный снаряд
Принцип действия этого бронебойного боеприпаса значительно отличается от принципа действия кинетических боеприпасов, к которым относятся обычные бронебойные и подкалиберные снаряды. Кумулятивный снаряд представляет собой тонкостенный стальной снаряд, заполненный мощным взрывчатым веществом — гексогеном, или смесью тротила с гексогеном. В передней части снаряда во взрывчатке имеется бокалообразная выемка, облицованная металлом (обычно медью). Снаряд имеет чувствительный головной взрыватель. При столкновении снаряда с броней, происходит подрыв взрывчатого вещества. При этом, металл облицовки расплавляется и обжимается взрывом в тонкую струю (пест), летящую вперед с чрезвычайно высокой скоростью и пробивающую броню. Заброневое действие обеспечивается кумулятивной струей и брызгами металла брони. Пробиваемость кумулятивного снаряда не зависит от скорости снаряда и одинакова на всех дистанциях. Его изготовление достаточно просто, производство снаряда не требует применения большого количества дефицитных металлов. Кумулятивный снаряд может использоваться против пехоты, артиллерии как осколочно-фугасный снаряд. В то же время, кумулятивным снарядам в годы войны были свойственны многочисленные недостатки. Технология изготовления этих снарядов была недостаточно отработана, в результате, их пробиваемость была относительно невелика (примерно соответствовала калибру снаряда или немного выше) и отличалась нестабильностью. Вращение снаряда при больших начальных скоростях затрудняло образование кумулятивной струи, в результате, кумулятивные снаряды имели низкую начальную скорость, небольшую прицельную дальность стрельбы и высокое рассеивание, чему также способствовала неоптимальная с точки зрения аэродинамики форма головной части снаряда (её конфигурация обуславливалась наличием выемки). Большую проблему представляло создание сложного взрывателя, который должен быть достаточно чувствителен, чтобы быстро подрывать снаряд, но достаточно устойчив, чтобы не взрываться в стволе (СССР смог отработать такой взрыватель, пригодный для применения в снарядах мощных танковых и противотанковых пушек, только в конце 1944 года).

#### Подкалиберный снаряд
Данный снаряд имел достаточно сложную конструкцию, состоявшую из двух главных частей — бронебойного сердечника и поддона. Задачей поддона, изготавливаемого из мягкой стали, был разгон снаряда в канале ствола. При попадании снаряда в цель, поддон сминался, а тяжелый и твердый остроголовый сердечник, изготовленный из карбида вольфрама, пробивал броню. Снаряд не имел разрывного заряда, обеспечивая поражение цели обломками сердечника и осколками брони, разогретыми до высоких температур. Подкалиберные снаряды имели значительно меньший вес, по сравнению с обычными бронебойными снарядами, что позволяло им разгоняться в стволе орудия до существенно больших скоростей. В итоге, пробиваемость подкалиберных снарядов оказывалась существенно выше. Использование подкалиберных снарядов позволило существенно повысить бронепробиваемость имевшихся орудий, что дало возможность поражать даже устаревшим орудиям более современную, хорошо бронированную бронетехнику. В то же время, подкалиберные снаряды имели ряд недостатков. Их форма напоминала катушку (существовали снаряды этого типа и обтекаемой формы, но они были существенно менее распространены), что сильно ухудшало баллистику снаряда, кроме того, легкий снаряд быстро терял скорость; в результате, на больших дистанциях бронепробиваемость подкалиберных снарядов сильно падала, оказываясь даже ниже, чем у классических бронебойных снарядов. Подкалиберные снаряды плохо работали по наклонной броне, поскольку под действием изгибающих нагрузок твердый, но хрупкий сердечник легко ломался. Заброневое действие таких снарядов уступало бронебойным калиберным снарядам. Подкалиберные снаряды малого калибра были малоэффективны против бронеобъектов, имевших защитные щиты из тонкой стали. Эти снаряды были дороги и сложны в производстве, а главное, при их изготовлении использовался дефицитный вольфрам. В результате, количество подкалиберных снарядов в боекомплекте орудий в годы войны было небольшим, их разрешалось использовать только для поражения сильно бронированных целей на небольших дистанциях. В СССР достаточно массовое производство подкалиберных снарядов, созданных на основе трофейных немецких, началось в начале 1943 года, причем большинство выпускаемых снарядов было калибра 45 мм. Производство данных снарядов более крупных калибров было ограничено дефицитом вольфрама, и войскам они выдавались только при угрозе танковой атаки противника, причем на каждый израсходованный снаряд требовалось написать отчет

#### Осколочно-фугасный снаряд
Представляет собой тонкостенный стальной или сталистого чугуна снаряд, заполненный взрывчатым веществом (обычно тротилом или аммонитом), с головным взрывателем. В отличие от бронебойных снарядов, осколочно-фугасные снаряды не имели трассёра. При попадании в цель, снаряд взрывается, поражая цель осколками и взрывной волной, либо сразу — осколочное действие, либо с некоторой задержкой (что позволяет снаряду углубится в грунт) — фугасное действие. Снаряд предназначен, главным образом, для поражения открыто расположенной и укрытой пехоты, артиллерии, полевых укрытий (окопов, дерево-земляных огневых точек), небронированной и слабобронированной техники. Хорошо бронированные танки и САУ устойчивы к действию осколочно-фугасных снарядов. Однако попадание снарядов крупного калибра может вызвать разрушение легкобронированной техники, и повреждения тяжелобронированных танков, заключающиеся в растрескивании броневых плит и заклинивании башни, выходе из строя приборов и механизмов, ранениях и контузиях экипажа.

### Транспорт противотанковых частей
В довоенный период предполагалось в качестве транспортного средства в арртиелерийских частях использовать тягачи «Комсомолец». Большей часть они были потеряны в начале войны, а производственные мощности перенаправлены на изготовление танков. Средством тяги 45-мм пушек стали лошади и автомашины. Конная тяга значительно снижала такой параметр противотанковой артиллерии как маневренность. Поэтому в годы войны конная тяга менялась на автотягачи что позволяло обеспечить превосходство противотанковых средств над танками в скорости движения в походном положении по дорогам. Также автотягачи повышали подвижность пушек на поле боя, но пересеченная местность и огневое воздействие противника ограничивали их использование. Буксировка 45-мм, 57-мм и 76-мм орудий осуществлялась конными упряжками, автомобилями ГАЗ-64, ГАЗ-67, ГАЗ-АА, ГАЗ-ААА, ЗИС-5 или поставляемыми с середины войны по ленд-лизу автомобили Dodge WC-51 («Додж 3/4»), Willys, BANTAM BRC40, Ford G8T то для буксировки БС-3 требовались гусеничные тягачи, в крайнем случае полноприводные грузовые автомобили Studebaker US6.

## Герои Советского Союза в частях истребительно-противотанковой артиллерии
Из 11 482 Героев Советского Союза, кому это высокое звание было присвоено в годы Великой Отечественной войны, 1853 артиллериста, из которых 453 человека воевали в истребительно-противотанковых подразделениях. Среди них один дважды Герой — офицер-противотанкист Петров. Свою первую «Золотую Звезду» Героя Советского Союза капитан Василий Петров заслужил после форсирования Днепра в сентябре 1943-го. К тому времени он уже был заместителем командира 1850-го истребительно-противотанкового артиллерийского полка, а на груди у него красовалось два ордена Красной Звезды и медаль «За отвагу» — и три нашивки за ранения. Указ о присвоении Петрову высшей степени отличия был подписан 24-го, а опубликован 29 декабря 1943 года. К тому времени тридцатилетний капитан уже лежал в госпитале, лишившись в одном из последних боев обеих рук. Но так как Приказ от 01.07.1942 № 0528 требовал возвращать после ранений военнослужащих истребительно-противотанковых частей в свои части, офицер добился возвращения в родной полк. И в самом конце 1944-го вернулся в свой полк, который к тому времени уже стал называться 248-м гвардейским истребительно-противотанковым артиллерийским полком. С этим полком гвардии майор Василий Петров и дошёл до Одера, форсировал его и отличился, удерживая плацдарм на западном берегу, а потом участвуя в развитии наступления на Дрезден. И это не осталось без внимания: указом от 27 июня 1945 года за весенние подвиги на Одере гвардии майор артиллерии Василий Петров был второй раз удостоен звания Героя Советского Союза.
Также известен командир орудия 322-го гвардейского истребительно-противотанкового полка гвардии старший сержант Закир Асфандияров, на счету которого почти три десятка фашистских танков, причем десять из них (в том числе и шесть «Тигров») он подбил в одном бою. За это ему и было присвоено звание Героя Советского Союза
Или, скажем, наводчик орудия 493-го истребительно-противотанкового артиллерийского полка сержант Степан Хоптяр. Он воевал с самых первых дней войны, прошёл с боями до Волги, а потом — до Одера, где в одном бою уничтожил четыре немецких танка, а всего за несколько январских дней 1945-го — девять танков и несколько бронетранспортеров. Этот подвиг страна оценила по достоинству: в апреле победного сорок пятого Хоптяру присвоили звание Героя Советского Союза.
За героизм проявленных в боях под Балатоном посмертно званием Героя Советского Союза был награждён Иван Яковлевич Нелюбин.

## Боевые рекорды артиллеристов-противотанкистов
| Ф.И.О                         | Звание / воинская часть | Количество уничтоженной техники противника |
| ----------------------------- | --- | ------------------------------------------ |
| Бисеров К. Ф.                 | Гвардии ефрейтор, наводчик противотанкового орудия 207-го гвардейского. стрелкового. полка, 70-я гвардейская стрелковая дивизия                                                                  | 22 танка                                   |
| Серов А. Ф.                   | Рядовой, наводчик орудия 636-го противотанкового артиллерийского полка, 9-я противотанковая артиллерийская бригада                                                                               | 18 танков, 1 штурм.орудие                  |
| Пермяков В. М.                | Гвардии сержант, наводчик орудия 322-го гвардейского истребительно — противотанкового артиллерийского полка, 8-я гвардейская. истребительно — противотанковая артиллерийская бригада, 40-я армия | 16 танков                                  |
| Бельских И. М. Бодряшов А. Т. | Старший сержант и сержант, командир и наводчик орудия 145-го отдельного истребительно-противотанкового дивизиона, 30-я стрелковая дивизия                                                        | 14 танков                                  |
| Хоптяр С. И.                  | Сержант, наводчик орудия 493-го истребительно-противотанкового артиллерийского полка, 13-я армия                                                                                                 | 13 танков, 6 БТР                           |
| Рябов Л. В.                   | Гвардии старшина, командир орудия истребительно-противотанкового артиллерийского полка. | 3 танков, 4 БТР                            |
| Грищенко П. Я.                | Старший сержант, командир орудия 493-го истребительно-противотанкового артиллерийского полка, 13-я армия                                                                                         | 13 танков                                  |

## Послевоенный период
Послевоенная судьба истребительно-противотанковой артиллерии полностью повторила судьбу всех Вооруженных сил СССР, менявшихся в соответствии с изменениями вызовов времени. Сначала истребительно-противотанковые бригады были свернуты в кадровые иптап, а потом и вовсе сокращены. С сентября 1946 года личный состав частей и подразделений истребительно-противотанковой артиллерии, а также подразделений противотанковых ружей перестал получать увеличенные оклады. Право на особый нарукавный знак, коим так гордились противотанкисты, сохранилось на десять лет дольше. Но и оно со временем пропало: очередной приказ о введении новой формы для Советской армии отменил эту нашивку.
Постепенно пропадала и необходимость в специализированных противотанковых артиллерийских частях. На смену пушкам пришли противотанковые управляемые ракетные снаряды, в штате мотострелковых подразделений появились части, вооруженные этим оружием. В середине 1970-х из названия истребительно-противотанковых подразделений исчезло слово «истребительные», а через двадцать лет вместе с Советской армией исчезли и последние два десятка противотанковых артиллерийских полков и бригад

## Сокращения
В рабочих документах применялись следующие сокращения для формирований ИПТА РККА:

### Соединений
- ид — истребительная дивизия;
- иптабр — истребительно-противотанковая артиллерийская бригада;
- абр пто — артиллерийская бригада противотанковой обороны;
- ибр — истребительная бригада;

### Частей
- иптап — истребительно-противотанковый артиллерийский полк;
- ап пто — артиллерийский полк противотанковой обороны;
- ип — истребительный полк;
- оиптдн — отдельный истребительно-противотанковый дивизион;
- птдн —  противотанковый дивизион;

### Подразделений
- птб — противотанковая батарея;
- ПТО — противотанковое орудие.

## Знак различия
Всем военнослужащим этих истребительно-противотанковых формирований был положен нарукавный знак (ромб), носимый на левом рукаве выше локтя. Он представлял собой два скрещенных артиллерийских орудия золотисто-жёлтого цвета в ромбе чёрного цвета с красным кантом.
Знак был упразднен 4 августа 1956 года, так как новыми правилами ношения военной формы приказ № 0528 был отменён.
Существовало два основных варианта знака:
- Трафаретный. Изготавливался путём нанесения рисунка скрещенных орудий краской через трафарет.
- Шитый. Скрещенные артиллерийские орудия вышивались.

В остальном все знаки различия были такими же как и для всех артиллеристов Красной Армии. На фотографиях также отмечены самодельные нарукавные знаки, сделанные из подручных материалов. При ведении поисковых работ на местах боевых действий Великой Отечественной войны также находят пушки на нарукавный знак ИПТА сделанные из латуни. Видимо сделанные из гильз артиллерийских снарядов.

### Публицистика и учебная литература
- Истребительно-противотанковая артиллерия в Великой Отечественной войне / Ответственный редактор. генерал-лейтенант артиллерии Н. Н. Михельсон. — Москва: Воениздат. 1957. — 416 с.
- История отечественной артиллерии / Под ред. К. П. Казакова. Т. III. Артиллерия Советской Армии до Великой Отечественной войны (октябрь 1917 г. — июнь 1941 г.). Кн. 8. Советская артиллерия в период между гражданской и Великой Отечественной войнами (1921 — июнь 1941 г.)
- Отечественная артиллерия / Под ред. Г. Е. Передельского. М. Воениздат, 1986
- Полевая артиллерия в Великой Отечественной войне / Под ред. Н. Н. Воронова. М., 1955
- Советская артиллерия в Великой Отечественной войне 1941—1945 гг. / Под ред. Г. Ф. Одинцова. М.: Воениздат, 1960
- Артиллерия в наступательных операциях Великой Отечественной войны. Кн. I (22 июня 1941 г. — 18 ноября 1942 г.). М.: Воениздат, 1964
- Артиллерия в наступательных операциях Великой Отечественной войны. Кн. II (19 ноября 1942 г. — 9 мая 1945 г.). М.: Воениздат, 1965
- Артиллерия в оборонительных операциях Великой Отечественной войны: Казаков Константин Петрович М.: Воениздат, 1964
- Передельский Г. Е. и др. Артиллерия в бою и операции / Г. Е. Передельский, А. И. Токмаков, Г. Т. Хорошилов. — М.: Воениздат, 1980. — 136 с.
- Коломиец Г. А. Действия артиллерийских подразделений в Великой Отечественной войне. Сб. 13. Артиллерийские части и подразделения в боях за крупные населенные пункты. М.: Воениздат, 1958
- Действия артиллерийских подразделений в Великой Отечественной войне. Сборник 1. Боевые примеры. / Штаб Артиллерии вооруженных сил Союза ССР. — М.: Воениздат МВС СССР, 1947. — 172 с.
- Действия артиллерийских подразделений в Великой Отечественной войне. Сборник 2. Боевые примеры. / Штаб Артиллерии вооруженных сил Союза ССР. — М.: Воениздат МВС СССР, 1947. — 172 с.
- Прочко И. С. Артиллерия в боях за Родину. — М.: Воениздат, 1957. — 328 с.
- Макаров М., Пронин А. Противотанковая артиллерия Красной Армии 1941—1945 гг. — Стратегия КМ, 2003. — 78 c.
- Бирюков Г. Ф., Мельников Г. В. Борьба с танками. — М.: Воениздат, 1967. — 184 с. — Тираж 11500 экз.
- Латухин А. Н. Противотанковое вооружение. М.: Воениздат,1974 — 270 с.
- Иванов А Артиллерия СССР во Второй мировой войне. Санкт-Петербург: Нева, 2003. — 63 с. (Вооружение и военная техника) (Артиллерия XX века).; ISBN 5-7654-2731-6
- Цыпленков К., Степанов А. Нарукавный знак истребительно-противотанковой артиллерии 1942—1956, журнал «Цейхгауз» № 22; 2006 год. С. 39—48.
- Алексеев И. И. Артиллерия в борьбе с танками. М.: Воениздат, 1949.
- Сборник приказов Народного комиссара обороны СССР (1941—1944) о присвоении наименований частям, соединениям и учреждениям Красной Армии / Наркомат обороны СССР. — М.: Центральная типография НКО имени К. Е. Ворошилова, 1945. — С. 50-51. — 444 с.

### Мемуары
- Барышполец И. Е. Противотанкисты. На земле, в небесах и на море. (Вып. 8). — М.: Воениздат, 1986. — 398 с., ил. — (Рассказывают фронтовики).
- Бадигин М. П. Бой требует подвига. — М.: Воениздат, 1980. — 128 с. (Рассказывают фронтовики).
- Бакланов Г. Я. Южнее главного удара — М.: Художественная литература, 1979 — 39 с.
- Бессараб А. Н. В прицеле — танки. — М.: Воениздат, 1970. — 176 с. (Военные мемуары.)
- Быков В. Долгая дорога домой. — М.: АСТ; Мн.: Харвест, 2005. — 448 с.
- Вайнберг А. А. Неизвестные будни войны. Зюськин В. К. Истребители танков: Документальная повесть. — Екатеринбург: Средне-Уральское книжное издательство, 2005. — 288 с. ISBN 5-7529-0060-3.
- Гвоздев Г. Б. Дни испытаний и мужества. — М.: Воениздат, 1977. — 214 с. (Военные мемуары).
- Казаков В. И. Артиллерия, огонь! Записки маршала артиллерии. М.: АСТ, 2008.
- Кобылянский И. Г. Прямой наводкой по врагу. — М.: Яуза, Эксмо, 2005. — 320 с. /(«Солдатские дневники»). // Тираж 5100 экз. ISBN 5-699-10780-0.
- Кудинов П. Н. Властелины артиллерийского огня — М. : Воениздат, 1986. — 205 с.
- Петров В. С. Прошлое с нами. — 2-е изд., перераб. и доп. — К.: Политиздат Украины, 1989 — Кн. 2. — 623 с. ISBN 5-319-00376-5.
- Яковлев Н. Д. Об артиллерии и немного о себе. — М.: Высшая школа, 1984. 2-е издание.
- Надысев Г. С. На службе штабной. — М.: Воениздат, 1976. — 270 с. Изд. 2-е, испр. и доп.
- Носов И. С. Высоты получают имена. — М.: Воениздат, 1978. — 112 с. — («Рассказывают фронтовики»).
- Драбкин А. Я дрался с Панцерваффе. «Двойной оклад — тройная смерть!» М.: Эксо-2007, 352 с. ISBN 978-5-699-20524-0.
- Драбкин А. Артиллеристы. М.: Яуза, 2019—352 с. ISBN 978-5-00-155049-5 («Война. Я помню»).
- Монюшко Е. Д. Год призыва 43-й. От Блокады до Победы. — М.: Яуза, Эксмо, 2006. — 384 с. («Война и мы. Солдатские дневники»).
- Макаров К. Г. За каждый мирный день. На земле, в небесах и на море: Сборник первый. — М.: Воениздат, 1979. — 360 с., ил. — (Рассказывают фронтовики).

### Художественная литература
- Бондарев Ю. В. Горячий снег. — М.: Советский писатель, 1970. — 384 с.